# Bojarka
Bojarka (ukr. Боярка) – miasto na Ukrainie w obwodzie kijowskim, liczy ok. 35 tys. mieszkańców (2021). Ośrodek przemysłu maszynowego, spożywczego oraz odzieżowego.
Prywatne miasto szlacheckie położone było w powiecie kijowskim województwa kijowskiego, własność wojewody krakowskiego Stanisława Lubomirskiego w latach 30. i 40. XVII wieku.

## Miasta partnerskie
| Miasto   | Państwo  |
| -------- | -------- |
| Puławy   | Polska   |
| Nieśwież | Białoruś |